# V430 Близнецов
V430 Близнецов (лат. V430 Geminorum) — двойная затменная переменная звезда (E:) или затменная переменная звезда типа W Большой Медведицы (EW) в созвездии Близнецов на расстоянии приблизительно 4 296 световых лет (около 1 317 парсек) от Солнца. Видимая звёздная величина звезды — от +16,5m до +16,1m. Орбитальный период — около 0,2557 суток (6,1368 часа).

## Характеристики
Первый компонент — оранжево-жёлтый карлик спектрального класса K-G. Радиус — около 0,91 солнечного, светимость — около 0,534 солнечной. Эффективная температура — около 5173 К.